# Siemion Woroncow
Siemion Romanowicz Woroncow (ros. Семён Романович Воронцов, 1744-1832) – dyplomata rosyjski, wolnomularz. Jeden z najskuteczniejszych dyplomatów rosyjskich w historii tego kraju.
Od 1764 roku radca ambasady Rosji w Wiedniu. Brał udział w wojnie przeciw Turkom. W roku 1783  wysłany w charakterze posła do Wenecji, a w 1785 Londynu, gdzie sprawował funkcję ambasadora do roku 1806. W 1793 zawarł traktat handlowy i sojusz wojskowy z Wielką Brytanią  przeciwko rewolucyjnej Francji. Jego niezależność sądów nie podobała się faworytowi carycy Katarzyny II Płatonowi Zubowowi i ochłodziła jego stosunki z imperatorową. Był przeciwnikiem dokonywania rozbioru Polski.
W 1791 roku Woroncow odniósł wielki sukces dyplomatyczny. Gdy Wielka Brytania i Prusy domagały się od Rosji zrzeczenia się zdobyczy na Turcji, ambasador poruszył opinię publiczna w Londynie i przekonał ją do sprzeciwu wobec działań wojennych mających zmusić Rosję do ustępstw. Notorycznie przekupywał nie tylko brytyjskich posłów, ale czasem nawet i ministrów. Woroncow próbował nawet wykorzystać swe wpływy by doprowadzić do tego, by William Pitt Młodszy wróg Rosji, został zastąpiony przez Charlesa Foxa, znacznie bardziej skorego do ugody z Rosjanami.
Brat Aleksandra Woroncowa, Katarzyny Woroncowej-Daszkowej i Elżbiety Woroncowej, ojciec Michała Woroncowa. 